# Кавказ (станция)
Кавказ — припортовая железнодорожная станция Северо-Кавказской железной дороги, расположенная в Краснодарском крае на косе Чушка возле порта «Кавказ». Основное назначение — обслуживание четырёх паромных переправ: Керченской переправы, Кавказ — Керчь, Кавказ — Поти и Кавказ — Варна.
В 2007 году станция стала основной при отправке вагонов из России в Армению, заменив украинский Черноморск.
С 2009 года со станции отправляются вагоны в Болгарию, в обход таможенных процедур на границах Украины, Молдавии и Румынии.
С 2015 года через станцию Кавказ проходят все железнодорожные вагоны, направляющиеся в Крым.

## История
В 1944 году был построен Керченский железнодорожный мост. В комплекс строительства также входило сооружение подходов: со стороны Кавказа от станции Сенная до станции Кавказ и со стороны Крыма участок Крым — Керчь. Первый имел протяжение 46, второй — 18 км. В феврале 1945 года мост был разрушен льдом.
В 1954 году вместо моста была открыта Керченская паромная переправа.
В 1989 году в связи с износом железнодорожных паромов прекратилось движение пассажирских поездов через Керченскую переправу. Однако, станция продолжала принимать грузовые поезда, следующие через переправу, а также обслуживать пассажирский дизельный поезд, осуществлявший сообщение с Краснодаром. В середине 1990-х годов движение поездов через станцию Кавказ и паромную переправу было полностью прекращено.
В 2004 году с приходом новых железнодорожных паромов возобновилось движение грузовых поездов через Керченскую паромную переправу.
В 2008 году проводились работы по удлинению существующих и строительству новых путей длиной 1050 м, позволяющих принимать поезда длиною в 71 условный вагон.
Летом 2014 года на станции было возобновлено обслуживание пассажирских поездов, запущен поезд № 561/562 Симферополь — Ростов-Главный — Москва. Для этого было подготовлено два здания вокзала: старое и новое. На станции предусмотрена высадка пассажиров из поезда для пересадки на автобусы, следующие до парома. С 1 (технически — с 24 июля) по 30 августа 2014 года новый поезд перегонялся паромом через Керченский пролив, после перегонка была отменена, и на участках Симферополь — Крым и Кавказ — Москва используются разные составы.
В 2014 году грузопоток через станцию увеличился втрое. Основной номенклатурой грузов остались нефтепродукты. Но если ранее доставлялся в основном сжиженный газ, то в 2014 году стали доставляться все виды нефтепродуктов: бензин, дизельное и авиационное топливо. Несколько выросли и объёмы поставок строительных грузов.
В начале 2015 года средняя выгрузка на станции Кавказ составляла 100 вагонов в сутки, но при этом сильно зависела от погодных условий.
В 2014 году количество маневровых локомотивов было увеличено до четырёх: к двум ЧМЭ-3 были добавлены два более мощных ТЭМ7.
В 2015 году планируется повышение пропускной способности паромных переправ за счет увеличения числа паромов до четырёх и строительства второй железнодорожной аппарели в порту Крым (порт).
В 2015 году запланировано строительство второго главного пути на участке Красная Стрела — Вышестеблиевская. Стоимость работ оценивается в 3,6 млрд рублей.